# Alexandre Jean-Baptiste Guy de Gisors
Pour les articles homonymes, voir Gisors (homonymie).
Alexandre Jean-Baptiste Guy de Gisors, né le 20 septembre 1762 et mort le 6 mai 1835, dit « Guy de Gisors » ou « Gisors le Jeune », est un architecte français. Il obtient en 1777 le second grand prix de l'Académie royale d'architecture (devenu par la suite prix de Rome).

## Biographie
Alexandre Jean-Baptiste Guy de Gisors est né et baptisé le 20 septembre 1762, dans la paroisse de la Madeleine de la Ville l'Évêque. Ses parents sont Guy de Gisors, bourgeois de Paris, et Marie Catherine Courseron et ses parrain et marraine sont Jean Baptiste Devilliers, bourgeois de Paris, et Marie Anne Leclerc, fille mineure de Jacques Marcel Leclerc bourgeois de Paris. Il est le frère cadet d'Alphonse de Gisors (1761-1835), sous-chef puis chef de bureau au ministère de l'Intérieur, et l'oncle paternel de l'architecte parisien Alphonse Henri de Gisors (1796-1866).
Élève de Sevestre et de Jean-François Chalgrin, Il obtient le second grand prix de l'Académie royale d'architecture (devenu par la suite prix de Rome) en 1777,.
Vers 1798-1799, il publie un projet de transformation de l'église de la Madeleine en bibliothèque nationale, mais il n'est pas retenu,.
Le projet de ville nouvelle « Napoléonville » en Bretagne, confié à l'origine à Jean-Baptiste Pichot (ingénieur en chef des ponts et chaussées) et largement remanié par Pierre-Joachim Besnard (inspecteur général), est retravaillé par Gaspard de Chabrol. Nouveau Sous-préfet de Pontivy mais également ancien ingénieur des ponts, il a conçu une nouvelle version du plan de la ville proche de celle qui sera réalisée, qui est approuvée par décret de l'Empereur en mai 1805, peu avant le départ en campagne de celui-ci. Guy de Gisors intervient en 1808 sur ce projet en tant qu'architecte des bâtiments civils, il complète le plan en y ajoutant de nouveaux équipements. Son plan de 1809 comporte notamment une église alors que l'ancien plan approuvé en 1805 n'en avait pas, bien qu'elle ait été présente dans divers versions d'avant-projet.
Il est nommé, en 1811, architecte du Corps législatif et des Archives nationales. Puis, il est nommé inspecteur général des bâtiments civils en 1815. De 1825 à 1830, il est membre du Conseil consultatif des bâtiments de la Couronne et préside ce conseil durant l'année 1828.
Il devient architecte officiel de Louis-Philippe Ier en 1831 (il le restera jusqu'à sa mort en 1835). Le 23 septembre 1832, une ordonnance du Roi (Louis-Philippe) lui accorde, du fait qu'il ait plus de 69 ans, une pension annuelle et viagère de 2 454 francs en récompense de ses services comme ancien membre du conseil des bâtiments civils où il jouissait d'un traitement de six mille francs. Il reste néanmoins au Conseil des bâtiments civils comme conseiller honoraire.
Il meurt à Paris le 6 mai 1835.

## Principales réalisations
- 1808-1818 : Église cathédrale Saint-Vincent de Mâcon[13].
- 1811-1818 : abattoirs de Grenelle, achevés par Alexandre Du Bois (détruits).
- 1818 : reprise du projet de Bain impérial de Nicolas Grillot à Plombières-les-Bains (Vosges)[14].
- 1812-1832 : début de la construction de la maison centrale de Melun[15]

## Distinction
Alexandre Jean-Baptiste Guy de Gisors est fait chevalier de l'Ordre national de la Légion d'honneur le 1er mai 1821. Il est promu officier le 27 avril 1845.

## Publications
- Essais sur les moyens d’opérer la restauration des supports de la tour du Dôme du Panthéon Français : par Guy de Gisors, Inspecteur des bâtiments du Conseil des Cinq-Cents et architecte, Paris, Baudouin, Imprimeur du Corps législatif et de l’Institut, 1798 (frimaire an vii), 26 p. (présentation en ligne)
- Thermes de Napoléon, projetés sur le terre-plein du Pont-Neuf : par A. J. B. G. Gisors architecte des bâtiments civils, Paris, Baudouin, imprimeur de l'Institut, 1804, 25 p. (lire en ligne)

## Gisors architectes

### Confusions
Pendant plusieurs années, il a régné une certaine confusion sur la nature de la parenté entre Alexandre-Jean-Baptiste-Guy de Gisors, sujet de la présente page, dit Gisors le jeune et Jacques-Pierre de Gisors, dit Gisors l'aîné. En 1893, Elie Brault dans son répertoire Les architectes par leurs œuvres, rédigé d'après les notes manuscrites d'A. du Bois, centralien, polytechnicien et architecte, a évoqué « Alphonse-Henri de Gisors, fils probablement de Jacques-Pierre de Gisors, ... sur lequel nous ne possédons pas de renseignements biographiques . »
En 2000, Pierre-Dominique Cheynet a souligné en note des erreurs parues dans le dictionnaire de référence Thieme-Becker. Il indiquait que « c'est à tort que Jacques-Pierre Gisors est dit le frère d'Alexandre Jean-Baptiste Guy De Gisors, auquel les auteurs attribuent la salle des séances de la Convention aux Tuileries, puis, avec Étienne-Chérubin Leconte, celle des Cinq-Cents au Palais-Bourbon, l'actuelle salle des séances de l'Assemblée nationale ». Il faisait également référence à madame E. Hubert qui indiquait en 1985 dans des notices sur les architectes « que Guy, non pas frère de Jacques-Pierre mais sans doute de sa famille, travailla sous ses ordres à la construction de la salle de la Convention dont Jacques-Pierre, architecte de la Convention puis des bâtiments du Corps législatif, est l'auteur », elle dresse également une liste des travaux que le dictionnaire attribue par erreur à Guy Gisors. La question de l'état-civil est désormais en grande partie résolue.

### Les Gisors architectes
Suivant les corrections ci-dessus, voici la liste des Gisors architectes avec les liens de parenté :
- Jacques-Pierre Gisors (1755-1828), dit aussi « Gisors l'Aîné » est le fils de Pierre de Gisors (1718-1796) et de Rose Bellu, sans doute de la même famille mais sans lien de parenté établi avec les autres Gisors architectes.
- Alexandre Jean-Baptiste Guy de Gisors (1762-1835), dit aussi « Gisors le Jeune » est le fils de Guy de Gisors et de Marie Catherine Courseron : sans doute de la même famille que Jacques-Pierre Gisors, mais il n'est pas son frère.
- Alphonse-Henri Guy de Gisors (1796-1866), fils d'Alphonse de Gisors (non architecte) et neveu d'Alexandre Jean-Baptiste Guy précité.
- Louis-Jules Bouchot (1817-1907), neveu, par sa mère, d'Alphonse-Henri Guy.
- Louis Henri Georges Scellier de Gisors (1844-1905), petit-fils, par sa mère (il a fait ajouter « de Gisors » à son nom), d'Alphonse-Henri Guy de Gisors.

Ces données, qui ont désormais évolué, peuvent se représenter ainsi :
- Jacques-Pierre Gisors ou de Gisors (1755-1828), architecte, fils de Pierre de Gisors et de Rose Bellu.
- Guy de Gisors, bourgeois de Paris époux de Marie Catherine Courseron (v.1723-1808)
  - Alphonse de Gisors (1761-1835), chef de bureau au Ministère de l'Intérieur, époux en 1796 de Julie-Henriette Lefebvre (1774-1846)
    - Eugénie de Gisors (1794-1877), peintre, épouse en 1813 d'André Despois (1787-1873)
      - Eugène André Despois (1818-1876), professeur

    - Alphonse-Henri Guy de Gisors (1796-1866), architecte, membre du conseil des Bâtiments civils époux en 1824 d'Aimée-Louise Malapert (1795-1859)
      - Amélie-Alphonsine de Gisors (1822-1866) épouse, en 1844 à Meudon, d'Achille Joseph Scellier (1809-1883)
        - Louis Henri Georges Scellier de Gisors (1844-1905), architecte

  - Alexandre Jean-Baptiste Guy de Gisors (1762-1835), architecte, inspecteur des bâtiments civils
  - Agathe de Gisors (1770-1820), épouse de Louis Étienne